# Елхин, Дмитрий Юрьевич
Дмитрий Юрьевич Елхин (20 мая 1989, Саранск, СССР) — российский биатлонист. Мастер спорта России (2009).

## Карьера
Биатлоном начал заниматься в своем родном городе. С 2003 по 2006 года СДЮШОР по ЗВС в Нижневартовске под руководством тренера Ивана Федоровича Зеленина. Сейчас выступает за Тюменскую область.
В 2013 году принимал участие в Чемпионате Европы по биатлону в словацком Банско. В индивидуальной гонке Елхин занял 43 место. В этом же сезоне биатлонист участвовал в розыгрыше Кубка IBU.
В следующем сезоне Дмитрий Елхин выиграл бронзу в масс-старте на Универсиаде в Трентино.